# Cornelis van Geelkerken

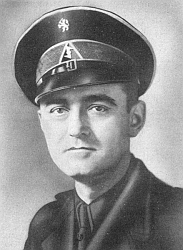
Cornelis van Geelkerken in uniform.

Cornelis (of Kees) van Geelkerken (Sint-Jans-Molenbeek (België), 19 maart 1901 – Ede, 29 maart 1976) was een Nederlands nationaalsocialistisch politicus en collaborateur.
Van Geelkerken werd geboren in Molenbeek, waar zijn vader Willem werkte voor een Nederlandse kaashandel. In 1904 vond deze een betrekking bij een Nederlandse spoorwegmaatschappij en verhuisde hij met zijn gezin naar Utrecht.
Van Geelkerken was in 1931 een van de oprichters van de NSB. Samen met Anton Mussert leidde hij de partij in de jaren dertig en vervolgens gedurende de Duitse bezetting tijdens de Tweede Wereldoorlog. Aanvankelijk secretaris werd 'stamboeknummer 2' in 1937 plaatsvervangend leider. Ook was hij geruime tijd leider van de jongerenbeweging, de Nationale Jeugdstorm.
In tegenstelling tot de stroeve Mussert was Van Geelkerken een joviale man, die gemakkelijk mensen voor zich innam. Hij hield vele drukbezochte spreekbeurten in het land waarin hij het Nederlandse publiek graag herinnerde aan de tijd van de grote zeehelden en de vaderlandse vrijheidsstrijd. Zo riep hij op 27 mei 1933 met gestrekte arm Houzee tot zijn publiek, dat de groet van Tromp en De Ruyter direct beantwoordde. Daarmee was de Nederlandse tegenhanger van het Duitse Sieg Heil geboren. Van de aanstekelijke toespraken van Van Geelkerken werden tijdens de oorlog in een aantal Polygoonjournaals filmopnamen vertoond.
In 1934 kondigde de Nederlandse regering een verbod af voor ambtenaren om lid te zijn van de NSB, waarna Van Geelkerken ontslag nam bij de provinciale waterstaat van Utrecht, de plek waar ook Anton Mussert werkte tot het verbod. De Gereformeerde Kerk sloot hem en zijn vrouw uit van het Avondmaal. Maar zijn grootste grief was zijn internering op 10 mei 1940, toen de Duitsers Nederland binnenvielen. Deze internering vond plaats in Fort Spijkerboor in gemeente De Rijp (NH). Op 15 mei 1940 werden de rollen daar omgedraaid en werden de bewakers (Nederlandse militairen) geïnterneerden/krijgsgevangenen en de geïnterneerden bewakers.
Het duo Mussert en Van Geelkerken moest om de gunst van de Duitse bezetters strijden met Meinoud Rost van Tonningen, die veel radicaler was. Wilden de eersten een 'Groot-Nederland' aan Duitse zijde, Rost van Tonningen was voorstander van de 'Groot-Germaanse gedachte'. Seyss-Inquart en Rauter speelden de NSB'ers handig tegen elkaar uit. Daardoor radicaliseerden Mussert en vooral Van Geelkerken snel.
Van Geelkerken hield zich vooral bezig met de interne organisatie van de partij en met politiezaken. Ook was hij inspecteur-generaal van de paramilitaire Landwacht.
In tegenstelling tot Mussert mocht Van Geelkerken graag riant leven en Mussert moest vaak tot zijn ergernis bijspringen. Aan de andere kant ergerde Van Geelkerken zich aan Musserts kritiek op zijn uitgaven en Musserts buitenechtelijke affaires. In 1944 kwam het tot een woordenwisseling met Mussert waarna de verhouding nooit meer volledig werd hersteld.
Na de oorlog werd hij gearresteerd. Toen zijn zaak in 1950 eindelijk voor de rechter kwam, was de bijzondere rechtspleging bijna aan haar einde. Het landverraad van Van Geelkerken was overduidelijk, maar betrokkenheid bij de deportatie van Joden of andere flagrante oorlogsmisdaden was niet gebleken. Verder pleitten berouw en terugkeer naar de Gereformeerde Kerk in zijn voordeel. Hij kreeg een levenslange gevangenisstraf, die later werd omgezet naar twintig jaar. In 1959 kwam hij op vrije voeten, waarna hij tot zijn pensionering in de farmaceutische industrie gewerkt heeft.
Van Geelkerken woonde in Lunteren en is daar ook begraven. Het graf op de Gemeentelijke Begraafplaats Lunteren is in het voorjaar van 2020 geruimd.